# Condado de Attala
O Condado de Attala é um dos 82 condados do estado norte-americano do Mississippi. A sede de condado é Kosciusko que é também a sua maior cidade.
O condado tem uma área de 1909 km² (dos quais 5 km² estão cobertos por água), uma população de 19 564 habitantes, e uma densidade populacional de 10 hab/km² (segundo o censo nacional de 2010). O condado foi fundado em 1833 e o seu nome provém do nome de uma heroína mítica ameríndia, personagem de uma novela do início do século XIX escrita por François-René de Chateaubriand.

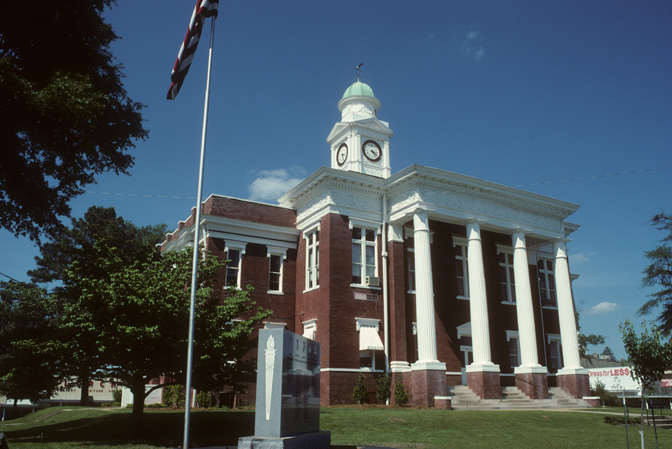
Tribunal do condado de Attala em Kosciusko, Mississippi